# Lincoln Heights (Los Angeles)
Lincoln Height è un quartiere dell'EstSide di Los Angeles. 
Confina con il fiume Los Angeles ad ovest, con la San Bernardino freeway (I-10) a sud e con la Indiana Street ad est.
Le comunità  adiacenti sono El Sereno ad est, City Terrace (California) a sud-est, Boyle Heights a sud, Chinatown e Solano Canyon ad ovest, Cypress Park a nord-ovest, Mount Washington a nord e Montecito Heights a nord-est.
Le maggiori arterie stradali sono Valley Boulevard, Mission Road, Pasadena Avenue, North Main, Marengo, Daly e Figueroa Street.
La Golden State Freeway attraversa il quartiere e la Linea Oro della Metropolitana di Los Angeles ha una fermata nella parte nord-ovest del distretto. Lincoln Height adotta lo ZIP Code 90031.

## Storia
L'area fu abitata dai nativi Tongva fin dal primo secolo ed alla fine del diciottesimo secolo la zona divenne territorio spagnolo. Lincoln Heights è inoltre considerato il più vecchio quartiere di Los Angeles esistente già dal 1830.